# Единая сетевая разметка
Еди́ная сетева́я разме́тка (ЕСР) — система цифрового обозначения железнодорожных станций, разработанная для железных дорог СССР и используемая на территории стран СНГ и Балтии.
Коды ЕСР присваиваются всем раздельным пунктам, кроме проходных светофоров автоблокировки (станциям, блок-постам, разъездам, остановочным пунктам).
ЕСР представляет собой базовый справочник, используемый при оформлении грузовых документов на перевозки по железным дорогам, натурных листов на поезда, при составлении расписания движения поездов, фиксации операций с поездами и вагонами, выполняемыми на инфраструктуре железных дорог общего пользования.
Полный реестр кодов ЕСР содержится в Тарифном руководстве № 4, издаваемом в настоящее время Советом по железнодорожному транспорту государств-участников Содружества.

## Структура
Полный код ЕСР состоит из 6 цифр (например, код станции Сочи 532909, Москва-Пассажирская-Казанская 194013). Он представляет собой структуру, состоящую из четырех элементов:
где
NN — номер сетевого района,
YY — порядковый номер станции в данном сетевом районе,
Z — признак грузовых операций / порядковый номер,
K — контрольная цифра.
Номер сетевого района. Вся железнодорожная сеть стран СНГ и Балтии разбита на 99 районов. Нумерация районов в момент создания системы ЕСР была распределена между железными дорогами. Железная дорога (как структурное подразделение) может охватывать один или несколько сетевых районов. По исходному правилу сетевой район полностью относился к конкретной железной дороге (в редких случаях к двум). При передаче участков в состав другой дороги станциям передаваемого участка присваивались новые коды. Однако с определенного момента замена кодов стала необязательной. На текущий момент есть достаточно много сетевых районов, станции которых входят в состав разных дорог. Крайний случай — сетевой район 74, в который входят станции железных дорог Узбекистана, Таджикистана и Туркменистана. Номер первого района, прикреплённого к железной дороге, обычно служит ее цифровым кодом. Например, Куйбышевская железная дорога охватывает 63, 64 и 65 районы и имеет цифровой код 63. Из этого правила есть исключения: В 6 странах СНГ и Балтии и на 4 дорогах России номер сетевого района не совпадает с начальными цифрами кодов станций первого прикрепленного района. Все станции Киргизии (код 70) имеют коды ЕСР в диапазоне от 7150 до 7199.
Порядковый номер станции. За каждым участком дороги, входящим в район, закрепляется ряд номеров. Станции на участках нумеруют, как правило, по возрастанию в чётном направлении. Вне зависимости от принадлежности к участку присваивается код самой крупной (важнейшей) станции сетевого района. Он образуется добавлением к номеру района цифр 00. Например, код ЕСР станции Пенза III равен 6300.
Если станция является пограничной или на ней выполняется перевалка на водный транспорт, то для выделения вагонов назначением за границу или на перевалку выделяются дополнительные номера. Набор дополнительных номеров определяется количеством обслуживаемых направлений. Например, у станции Чоп кроме основного кода 380101 есть еще 5 кодов для разметки экспорта в разные страны.
Признак грузовых операций. В пятой позиции у станций, открытых для грузовых операций, всегда стоит 0. Если станция закрывается для грузовых операций, ей обязательно меняется код ЕСР и присваивается другой, в котором в пятой позиции будет стоять цифра, отличная от 0. Эти цифры используются по порядку аналогично порядковому номеру станции в районе. Но со временем порядок может быть нарушен. Основные причины: появление нового раздельного пункта между двумя другими, у которых номера шли последовательно; закрытие станции для грузовых операций.
Контрольная цифра. Это число от 0 до 9. Контрольная цифра определяется как остаток от деления на 11 суммы поразрядных произведений соответствующих цифр кода на порядковый номер каждой цифры. Если остаток равен 10, то для расчёта нумерацию цифр начинают с трёх (то есть вместо 1-2-3-4-5 берут 3-4-5-6-7). Если и в этом случае остаток от деления на 11 равен 10, то контрольная цифра принимается равной 0. Например, для кода станции 635607 (Сызрань I) контрольная цифра рассчитывается следующим образом (умножение пятого знака пропущено, так как там стоит 0):
```
  6 3  5  6
 ×
  1 2  3  4
  _________
  6+6+15+24 = 51

```

Число 51 делится с остатком на 11: неполное частное — 4, остаток — 7. Контрольная цифра кода равна 7.
Вариант расчета контрольной цифры для раздельного пункта без грузовых операций показан на примере остановочного пункта Матренино (197511):
```
  1  9  7  5 1
 ×
  1  2  3  4 5
  _________
  1+18+21+20+5 = 65

```

Число 65 делится с остатком на 11: неполное частное — 5, остаток — 10. Требуется пересчет со сдвигом коэффициентов.
```
  1  9  7  5 1
 ×
  3  4  5  6 7
  _________
  3+36+35+30+7 = 111

```

Число 111 делится с остатком на 11: неполное частное — 10, остаток — 1. Контрольная цифра кода равна 1.

## Использование кодов
Коды ЕСР используются с разными сочетаниями атрибутов.
Полный вариант NNYYZK используется в автоматизированных системах, включается в перечень идентификаторов при запросе и обработке информации, передаваемой между разными системами. Он также используется в интерфейсе для ручного ввода сообщений об операциях с вагонами и поездами. В этом случае принимающая программа всегда выполняет проверку контрольной цифры.
Работа на станциях, открытых для грузовых операций, часто выполняется с использованием 5-тизначного варианта NNYYK. У всех таких станций 5-й знак равен 0, что позволяет игнорировать его при передаче и получении информации. Зато контрольная цифра во входных сообщениях обязательна.
Выходные документы могут содержать информацию в формате NNYYZ, а для грузовых станций в 4-значном формате NNYY. Поскольку программная обработка таких документов не делается, контрольная цифра в них не нужна. Те же требования предъявляются к справочникам и нормативным документам, в которых коды записываются диапазонами, например, встречаются фразы: «вагоны назначением на участок Уяр исключительно — Тайшет исключительно (8930-8941)».

## История
Единая сетевая разметка это прежде всего вспомогательный инструмент плана формирования грузовых поездов. До появления ЕСР назначения плана формирования описывались текстами типа «вагоны на станции участка Орел включительно — Курск исключительно, а также на станции Шахово, Хотынец и Залегощь». Для работы с такими описаниями работникам, занятым формированием поездов, требовалось всегда иметь под рукой полную схему железных дорог и списки станций.
Единая сетевая разметка была введена Приказом Министра путей сообщения СССР. № 28Ц. г. Москва. 10 июля 1963 г. «О введении на железных дорогах единой сетевой разметки грузовых документов».
Ввод ЕСР производился поэтапно. Вначале коды были подготовлены только для станций, занимающихся погрузкой и выгрузкой. В Тарифном руководстве № 4, введенном в действие с 01.10.1965 г., у остановочных пунктов стоят условные 4-хзначные коды, не связанные с ЕСР.
Первая версия ЕСР содержала только станции, открытые для грузовых операций, и коды в них имели 4 знака (NNYY). Этого было достаточно для того, чтобы добавить в план формирования столбец с кодовыми таблицами, содержащим конструкции типа «2135-2148, 2154, 2157, 2159». В каждом грузовом документе был код ЕСР станции назначения вагона, и теперь можно было определить, в какой поезд его включать, без сверки с картой.
В Тарифном руководстве № 4, введенном в действие с 01.01.1976 г., вся сеть разделена на 98 сетевых районов. Коды 5-тизначные, без контрольной цифры.
Внедрение на железнодорожном транспорте автоматизированных систем управления (АСУ) потребовало применения специализированных средств защиты от ошибок, а именно контрольного знака (К).
В ходе дальнейшего развития выяснилось, что принципы, заложенные в ЕСР, могут быть использованы не только для решения задач плана формирования. Потребовались коды для раздельных пунктов, используемых в учете тонно-километровой работы на участках железной дороги. Это означало необходимость присвоения кодов всем узловым пунктам, где не было грузовой работы. Потребовались коды для мест остановки поездов для обгона или скрещения, затем для остановочных пунктов в пригородном движении. Для их подключения пришлось добавить в систему ЕСР пятый содержательный знак (G), а контрольный знак переместился на шестую позицию.
В 1984 году код станции ЕСР был дополнен контрольным знаком, а сеть была распределена на 99 районов с новыми границами. Разницу распределения можно заметить по тому, что в Тарифном руководстве № 4, введенном в действие с 01.01.1986 г., к примеру, станции Красноярск присвоен код 890004, а в предыдущем издании, 1975 года, у нее был код 91000.
В 1992 году было произведено частичное изменение границ сетевых районов по границам государств.
Обновление книг тарифного руководства производилось один раз в 10 лет. В период между изданиями книг регулярно выходили Сборники правил перевозок и тарифов, в которых публиковались все изменения перечня станций, кодов ЕСР и набора выполняемых операций. Эти изменения переносились вручную в книги, и тем самым поддерживалась их актуальность.
В последний раз в бумажном варианте Тарифное руководство № 4 вышло в 2001 году.
Теперь этот документ издается в электронном виде. Это позволяет в любой момент получить актуальное состояние кодов ЕСР, не тратя времени на выверку изменений в книге.